# 迈什泰尔萨拉什
迈什泰尔萨拉什（匈牙利語：Mesterszállás）是匈牙利亚斯-瑙吉孔-索尔诺克州所辖的一个村，总面积42.92平方公里，总人口698，人口密度16.3人/平方公里（2010年1月1日）。